# Gnophos distinctior
Gnophos distinctior är en fjärilsart som beskrevs av Eugen Wehrli 1922. Gnophos distinctior ingår i släktet Gnophos och familjen mätare. Inga underarter finns listade i Catalogue of Life.